# Pike Creek Valley
Pike Creek Valley – jednostka osadnicza w Stanach Zjednoczonych, w stanie Delaware, w hrabstwie New Castle.